# Ronald Ross
Ronald Ross (Almora, India, 13 mei 1857 – Putney Heath (Wandsworth, Groot-Londen), 16 september 1932) was een Schots arts en protozoöloog die bekend werd door zijn studie van de levenscyclus van de malariaparasiet. Hierdoor was hij in staat de malariabesmettingsbron bij de mens aan te duiden, waarvoor hem in 1902 de Nobelprijs voor de Geneeskunde werd toegekend.

## Biografie
Ross werd geboren in 1857 in het voormalig Brits-India als oudste zoon van Sir Campbell Claye Grant Ross, een Britse generaal, en Matilde Charlotte Elderton. Toen hij acht was werd hij door zijn ouders naar Engeland gestuurd voor zijn verdere opleiding. Een groot deel van kinderjaren bracht hij door bij zijn oom en tante op het Isle of Wight. Hij studeerde van 1874 tot 1879 geneeskunde aan het St. Bartholomew's Hospital van de Universiteit van Londen. Twee jaar later, in 1881, werd hij geplaatst bij de Britse Militair Geneeskundige Dienst en keerde hij terug naar India om er als legerarts te werken.
Vanaf 1892 raakte hij geïnteresseerd in malaria, aangespoord door de Engelse tropenarts Sir Patrick Manson (1844-1922) waarbij hij voortbouwde op de eerdere theorieën van Alphonse Laveran, een Franse legerarts. Die had in 1880 ontdekt dat de ziekte door een parasiet (Plasmodium malariae) in de bloedbaan werd veroorzaakt.
Ross vermoedde dat steekmuggen de ziekte overbrachten en op 20 augustus 1897 vond hij in Secunderabad de malariaparasiet in de maagwand van de experimenteel geïnfecteerde vrouwtjessteekmug van het geslacht Anopheles. Het jaar erop, in 1898, constateerde hij de infectie van de muggenspeekselklieren en aldus ontdekte hij de levenscyclus van de malariaparasiet (Plasmodium-soorten) in tussengastheer (Anopheles-soorten) en gastheer. Ook toonde hij aan dat steekmuggen die zich voeden op geïnfecteerde vogels verantwoordelijk zijn voor het overbrengen van vogelmalaria. Tevens vond hij toen de – nog steeds gebruikte – methode om met de 'dikke druppel' van bloed malariaparasieten op te sporen.
Na zijn pensionering bij het leger (1899) ging hij terug naar Groot-Brittannië om docent en later hoogleraar tropische hygiëne te worden aan de Liverpool School of Tropical Medicine. Onmiddellijk werd hij naar West-Afrika gezonden waar hij zijn onderzoekingen voortzette en waar hij de muskietenspecies vond die de dodelijk Afrikaanse koorts overbrachten. Bij de sanering van Ismaïlia, een stad op de landengte van Suez in Egypte, bewees Ross dat men malaria kon bestrijden door muggenverdeling. In 1902 ontving hij voor zijn werk de Nobelprijs voor de Geneeskunde voor zijn ontdekking van de ontwikkelingskringloop van de malariaparasiet. In 1909 werd hij onderscheiden met de Royal Medal.
Sinds 1923 fungeerde hij als directeur van het Royal Institute and Hospital for Tropical Diseases te Londen. In 1911 werd hij geadeld en van dan af mocht hij zich sir laten noemen. Na de oprichting van het Ross Institute for Tropical Hygiene te Londen (1926) werd Ross de eerste directeur ervan. Ross was niet alleen een getalenteerd geneesheer, maar ook een begenadigd wiskundige, auteur, musicus en componist.
Ross was gehuwd met Rosa Bessie Bloxam, samen hadden ze twee zonen (Ronald en Charles) en twee dochters (Dorothy en Sylvia).
1901: Behring · 
1902: Ross · 
1903: Finsen · 
1904: Pavlov · 
1905: Koch · 
1906: Golgi, Ramón y Cajal · 
1907: Laveran · 
1908: Mechnikov, Ehrlich · 
1909: Kocher · 
1910: Kossel · 
1911: Gullstrand · 
1912: Carrel · 
1913: Richet ·
1914: Bárány · 
1919: Bordet · 
1920: Krogh · 
1922: Hill, Meyerhof · 
1923: Banting, Macleod · 
1924: Einthoven ·
1926: Fibiger · 
1927: Wagner-Jauregg · 
1928: Nicolle · 
1929: Eijkman, Hopkins · 
1930: Landsteiner · 
1931: Warburg · 
1932: Sherrington, Adrian · 
1933: Morgan · 
1934: Whipple, Minot, Murphy · 
1935: Spemann · 
1936: Dale, Loewi · 
1937: Szent-Györgyi · 
1938: Heymans · 
1939: Domagk · 
1943: Dam, Doisy · 
1944: Erlanger, Gasser · 
1945: Fleming, Chain, Florey · 
1946: Muller · 
1947: C. Cori, G. Cori, Houssay · 
1948: Müller · 
1949: Hess, Moniz · 
1950: Kendall, Reichstein, Hench · 
1951: Theiler · 
1952: Waksman · 
1953: Krebs,Lipmann ·
1954: Enders, Weller, Robbins · 
1955: Theorell · 
1956: Cournand, Forssmann, Richards · 
1957: Bovet · 
1958: Beadle, Tatum, Lederberg · 
1959: Ochoa, Kornberg · 
1960: Burnet, Medawar · 
1961: Békésy · 
1962: Crick, Watson, Wilkins · 
1963: Eccles, Hodgkin, Huxley · 
1964: Bloch, Lynen · 
1965: Jacob, Lwoff, Monod · 
1966: Rous, Huggins · 
1967: Granit, Hartline, Wald · 
1968: Holley, Khorana, Nirenberg · 
1969: Delbrück, Hershey, Luria · 
1970: Katz, Euler, Axelrod · 
1971: Sutherland · 
1972: Edelman, Porter · 
1973: Frisch, Lorenz, Tinbergen · 
1974: Claude, De Duve, Palade · 
1975: Baltimore, Dulbecco, Temin ·
1976: Blumberg, Gajdusek · 
1977: Guillemin, Schally, Yalow · 
1978: Arber, Nathans, Smith · 
1979: Cormack, Hounsfield · 
1980: Benacerraf, Dausset, Snell · 
1981: Sperry, Hubel, Wiesel · 
1982: Bergström, Samuelsson, Vane · 
1983: McClintock · 
1984: Jerne, Köhler, Milstein · 
1985: Brown, Goldstein · 
1986: Cohen, Levi-Montalcini · 
1987: Tonegawa · 
1988: Black, Elion, Hitchings · 
1989: Bishop, Varmus · 
1990: Murray, Thomas · 
1991: Neher, Sakmann · 
1992: Fischer, Krebs · 
1993: Roberts, Sharp · 
1994: Gilman, Rodbell · 
1995: Lewis, Nüsslein-Volhard, Wieschaus · 
1996: Doherty, Zinkernagel · 
1997: Prusiner · 
1998: Furchgott, Ignarro, Murad · 
1999: Blobel · 
2000: Carlsson, Greengard, Kandel ·
2001: Hartwell, Hunt, Nurse · 
2002: Brenner, Horvitz, Sulston · 
2003: Lauterbur, Mansfield · 
2004: Axel, Buck · 
2005: Marshall, Warren ·
2006: Fire, Mello ·
2007: Capecchi, Smithies, Evans ·
2008: Zur Hausen, Barré–Sinoussi, Montagnier ·
2009: Blackburn, Greider, Szostak ·
2010: Edwards ·
2011: Beutler, Hoffmann, Steinman ·
2012: Gurdon, Yamanaka ·
2013: Rothman, Schekman, Südhof ·
2014: O'Keefe, Moser, Moser ·
2015: Campbell, Omura, Tu ·
2016: Osumi ·
2017: Hall, Rosbash, Young ·
2018: Allison, Honjo ·
2019: Kaelin, Ratcliffe, Semenza ·
2020: Alter, Houghton, Rice ·
2021: Julius, Patapoutian ·
2022: Pääbo ·
2023: Karikó, Weissman ·
2024: Ambros, Ruvkun